# Луг (Драганић)
Луг (до 1991. године Луг Драганићки) је бивше насељено место у саставу општине Драганић, у Карловачкој жупанији, Република Хрватска.

## Историја
На попису 2001. године насеље је укинуто и припојено насељу Драганић.

## Становништво
На попису становништва 1991. године, насељено место Луг Драганићки је имало 201 становника, следећег националног састава:
| Попис 1991.‍  | Попис 1991.‍  | Попис 1991.‍ | Попис 1991.‍ | Попис 1991.‍ |
| ------------ | ------------ | ----------- | ----------- | ----------- |
|              |              |             |             |             |
| Хрвати       | Хрвати       |             | 174         | 86,56%      |
| Југословени  | Југословени  |             | 8           | 3,98%       |
| Срби         | Срби         |             | 5           | 2,48%       |
| Муслимани    | Муслимани    |             | 1           | 0,49%       |
| неопредељени | неопредељени |             | 12          | 5,97%       |
| непознато    | непознато    |             | 1           | 0,49%       |
| укупно: 201  |              |             |             |             |